# Suzy Vernon

Suzy Vernon um 1928 auf einer Fotografie von Alexander Binder

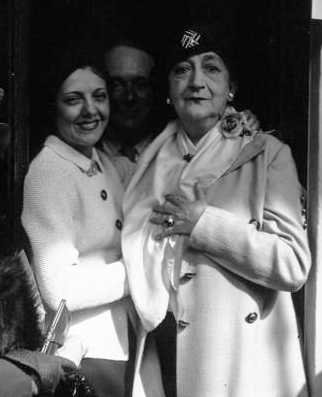
Suzy Vernon (links) mit Marguerite Moreno, 1934

Suzy Vernon, eigentlich Amélie Paris, (* 26. Juni 1901 in Nizza; † 24. Januar 1997 in Moulins) war eine französische Schauspielerin.

## Leben
Bereits seit Ende des Ersten Weltkrieges hatte sie an diversen Theatern gespielt.
Ihr Filmdebüt gab sie 1922. Unter der Regie von Jacques Feyder spielte sie in Wien in Das Bildnis (1923) und in der französisch-schweizerischen Produktion Kindergesichter (1925). Ab 1927 spielte sie auch in Ufa-Produktionen, darunter Manfred Noas Gauner im Frack und Die geheime Macht von Erich Waschneck. Sie spielte häufig gutgelaunte Geliebte oder Diven und war in Frankreich und Deutschland zwischen Mitte der 1920er und Anfang der 1930er Jahre populär.
1930 unternahm sie einen Abstecher nach Hollywood und wirkte in zwei französischen Versionen amerikanischer Originale mit. Schon 1940 beendete sie schließlich ihre Karriere.
1958 heiratete Suzy Vernon einen libanesischen Chirurgen und zog mit ihm in den Nahen Osten.

## Filmografie (Auswahl)
- 1923: La conquête des Gaules
- 1923: Herrin der Pussta (Das Bildnis)
- 1925: Kindergesichter (Visages d’enfants)
- 1925: Die Rache der Pharaonen
- 1927: Das Frauenhaus von Rio
- 1927: Der letzte Walzer
- 1928: Der Präsident
- 1929: Das grüne Monokel
- 1929: Paris Girls
- 1931: La Femme de mes rêves
- 1931: Miche
- 1933: Pour être aimé
- 1935: Touche-à-Tout
- 1937: Puits en flammes
- 1942: Retour au bonheur